# Dubiaranea penai
Dubiaranea penai là một loài nhện trong họ Linyphiidae. Loài này được phát hiện ở Chile.